# Przygiełka

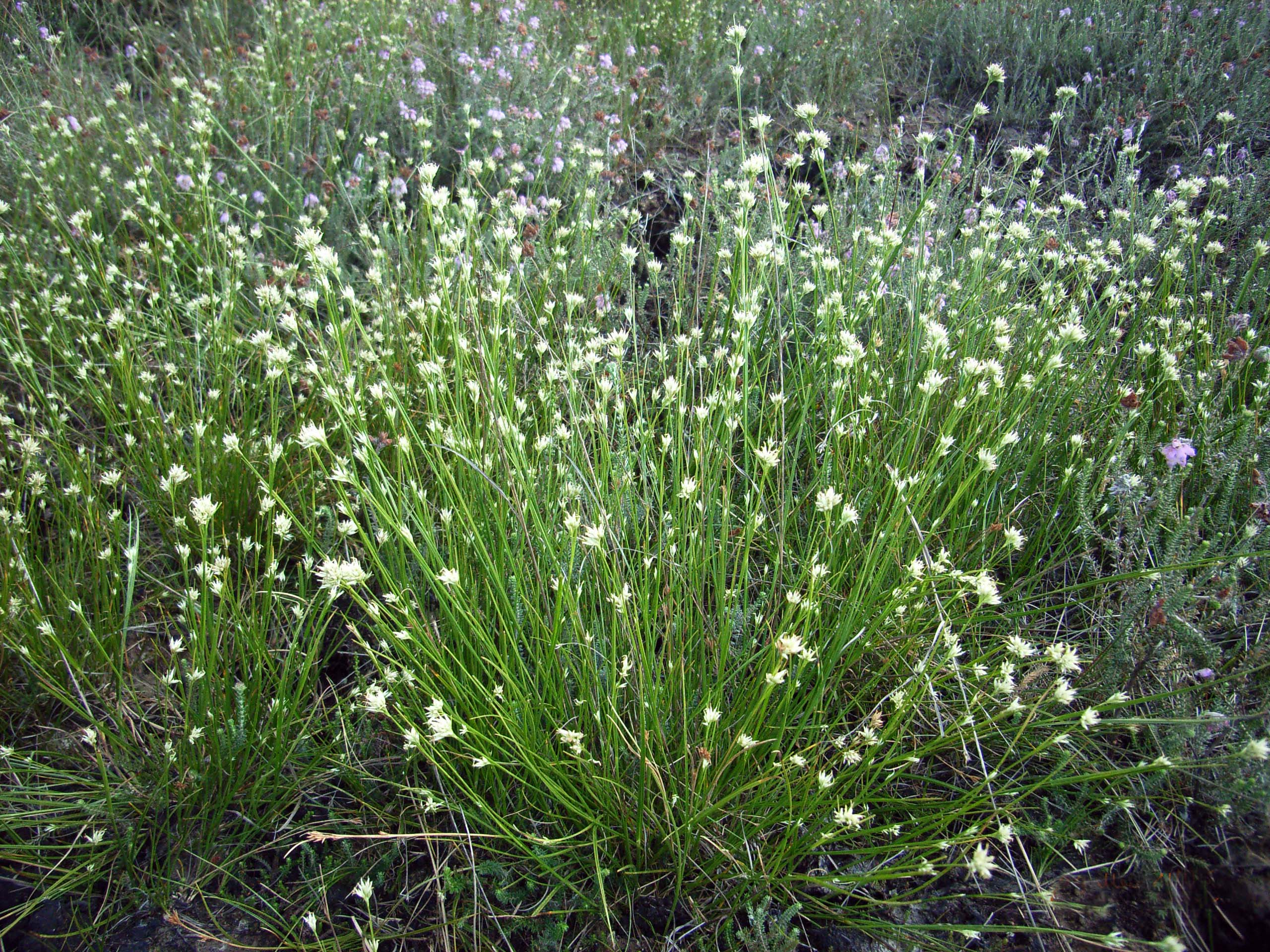
Przygiełka biała – pokrój

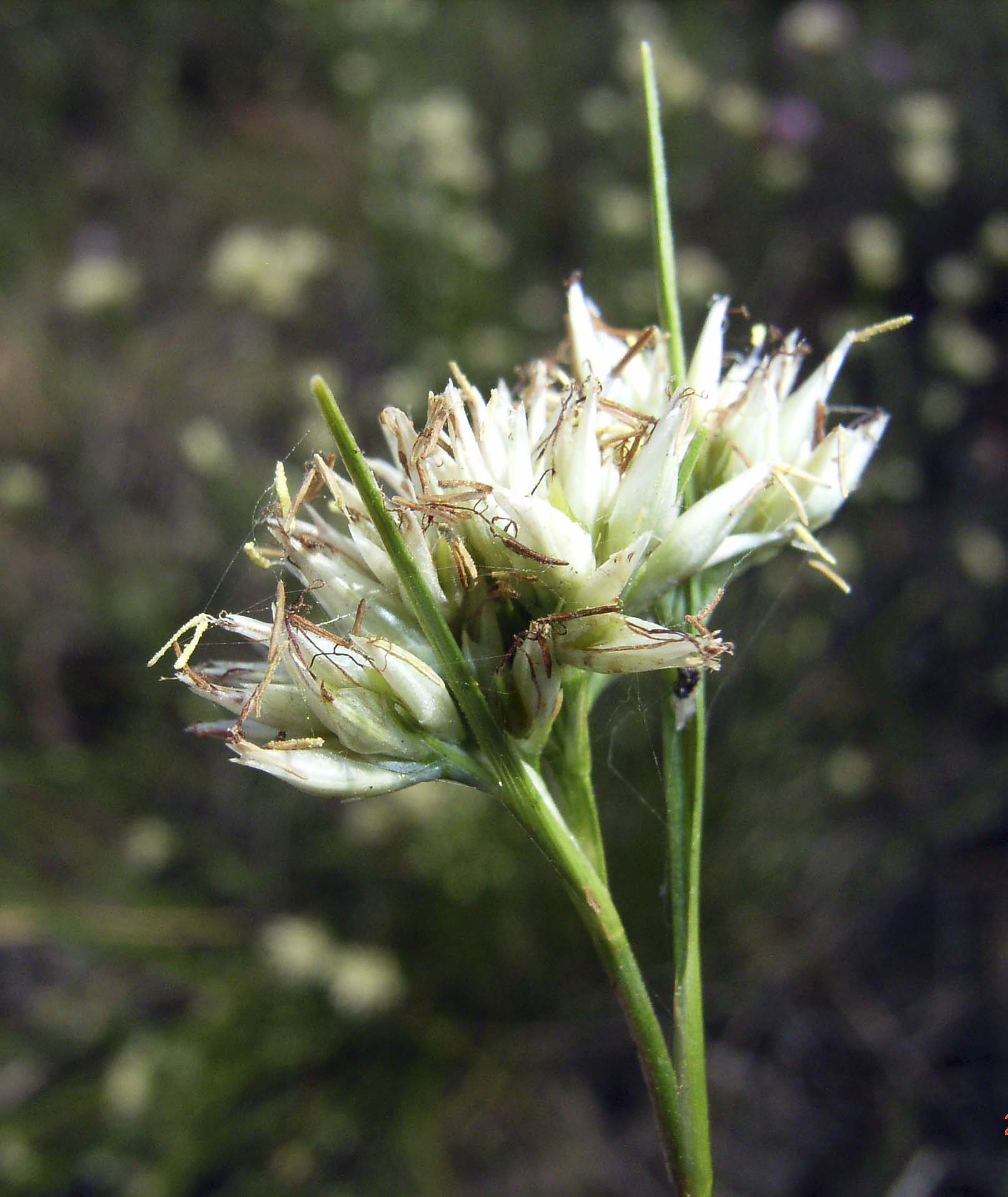
Przygiełka biała – kwiatostan

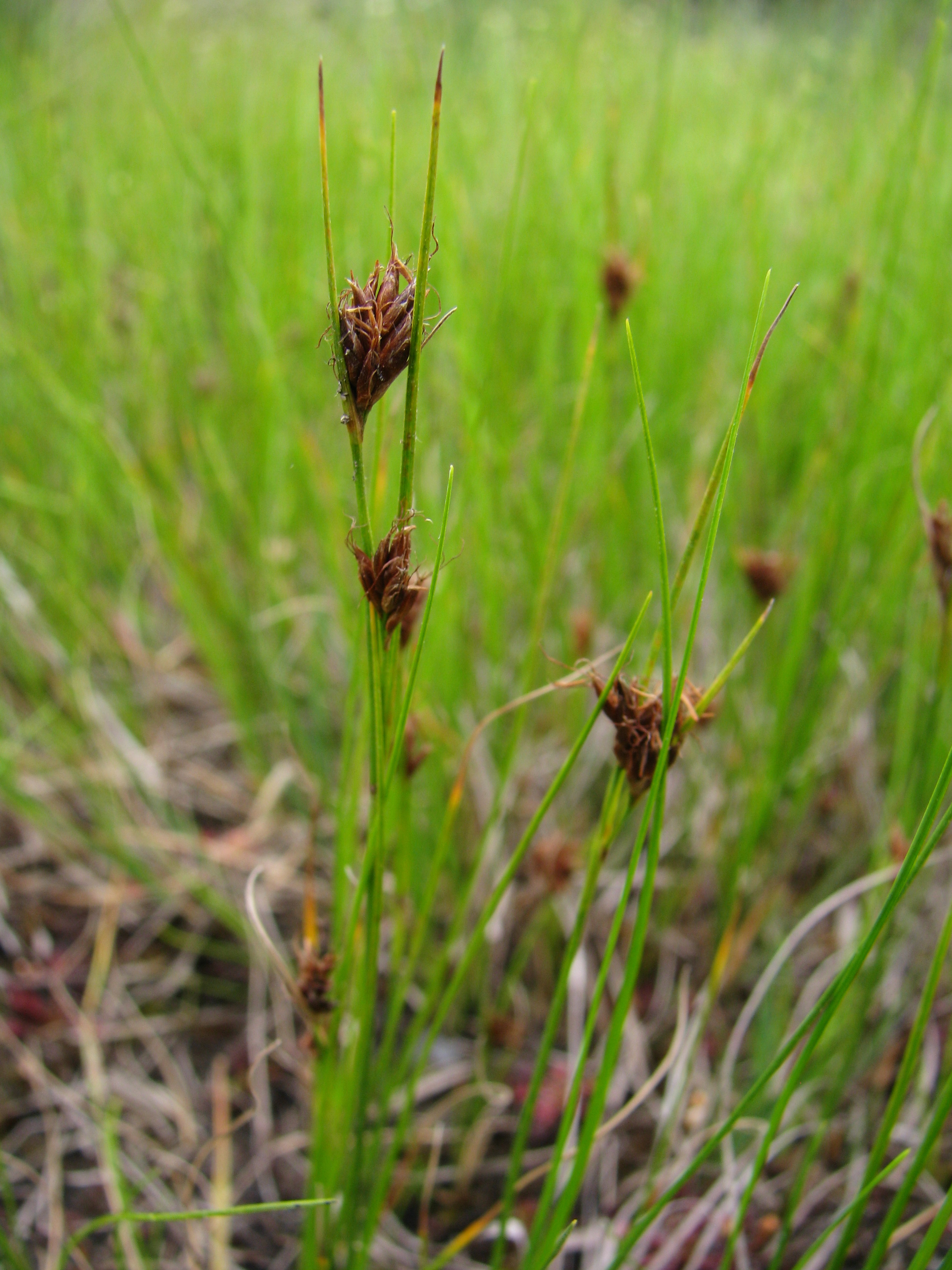
Przygiełka brunatna

Przygiełka (Rhynchospora Vahl) – rodzaj roślin z rodziny ciborowatych (Cyperaceae). Liczy blisko 400 gatunków. Rodzaj jest kosmopolityczny, przy czym najbardziej zróżnicowany jest w strefie tropikalnej i subtropikalnej Nowego Świata. W Europie występują tylko trzy gatunki, z których w Polsce obecne są dwa – przygiełka biała (R. alba) i przygiełka brunatna (R. fusca).
Rośliny te rosną zwykle w miejscach nasłonecznionych, wilgotnych i bagiennych, na glebach kwaśnych. Często dominują w zbiorowiskach na bagnach i sawannach. Odgrywają ważną rolę tworząc siedliska i jako rośliny pokarmowe dla ptaków wodno-błotnych. W obrębie rodzaju co najmniej 7 gatunków zapylanych jest przez owady, co jest wyjątkowe w rodzinie ciborowatych. W rozprzestrzenianiu nasion niektórych gatunków uczestniczą też mrówki.

## Systematyka
Pozycja systematyczna

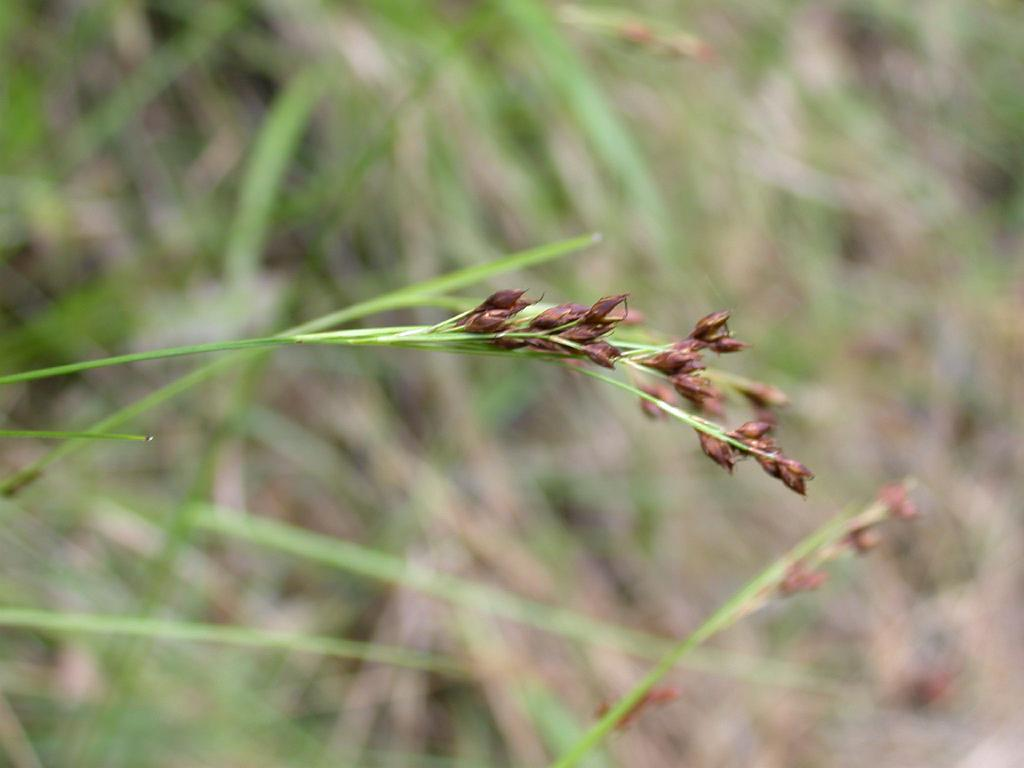
Rhynchospora brownii

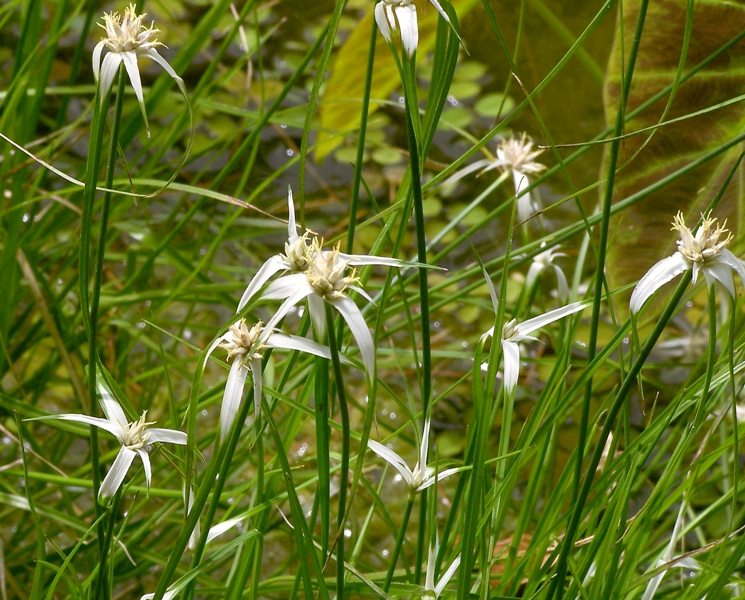
Rhynchospora colorata

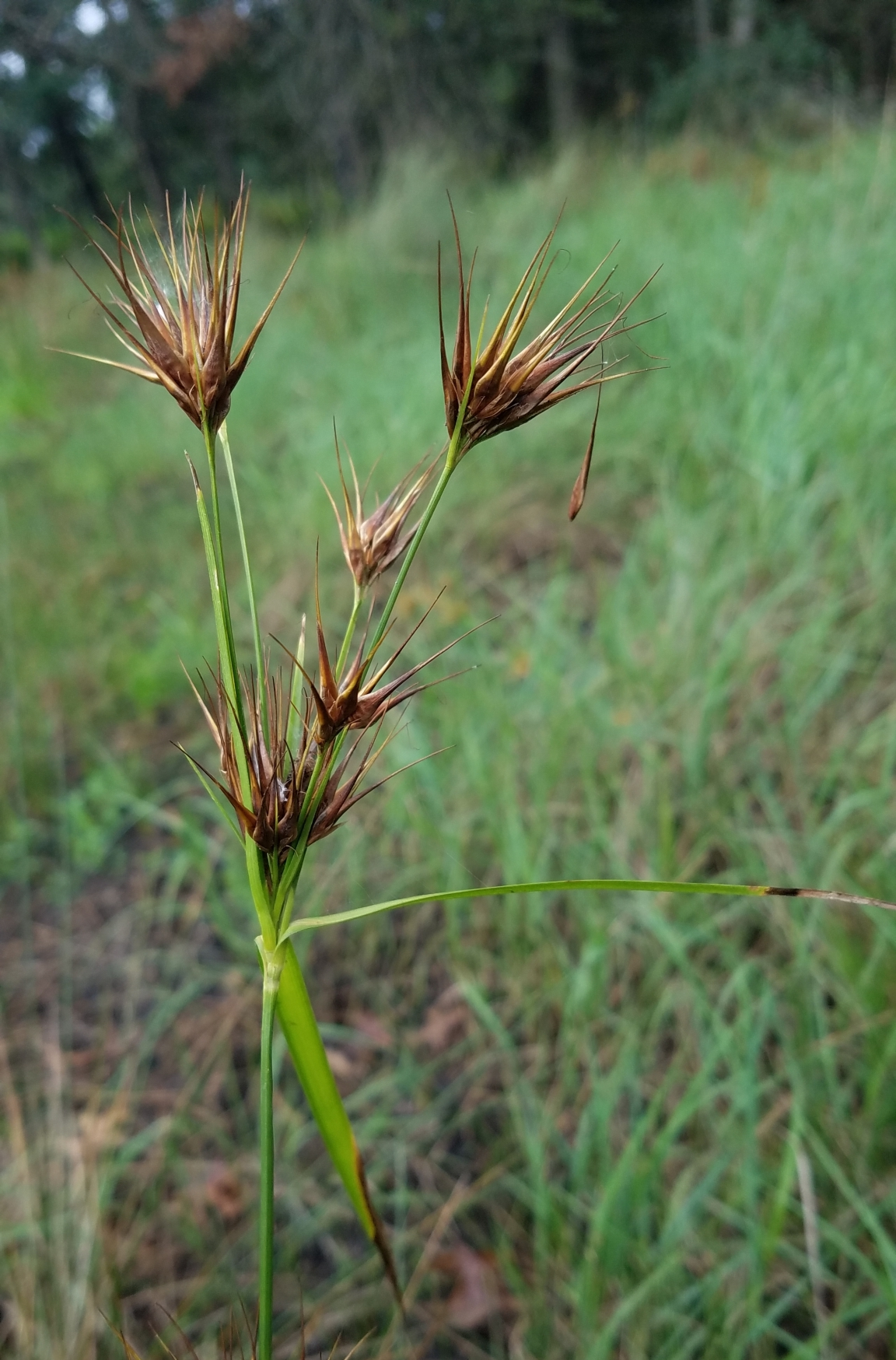
Rhynchospora macrostachya

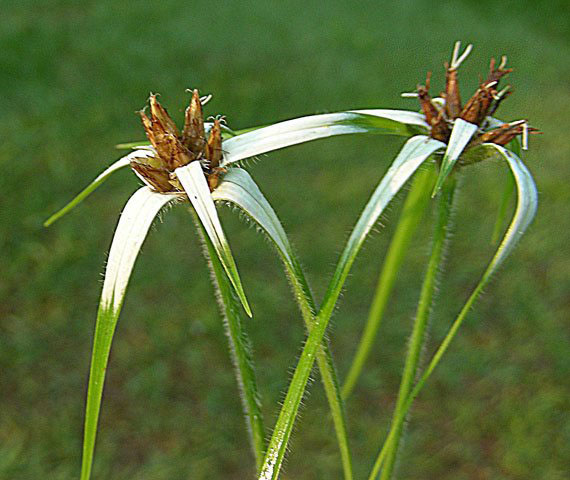
Rhynchospora nervosa

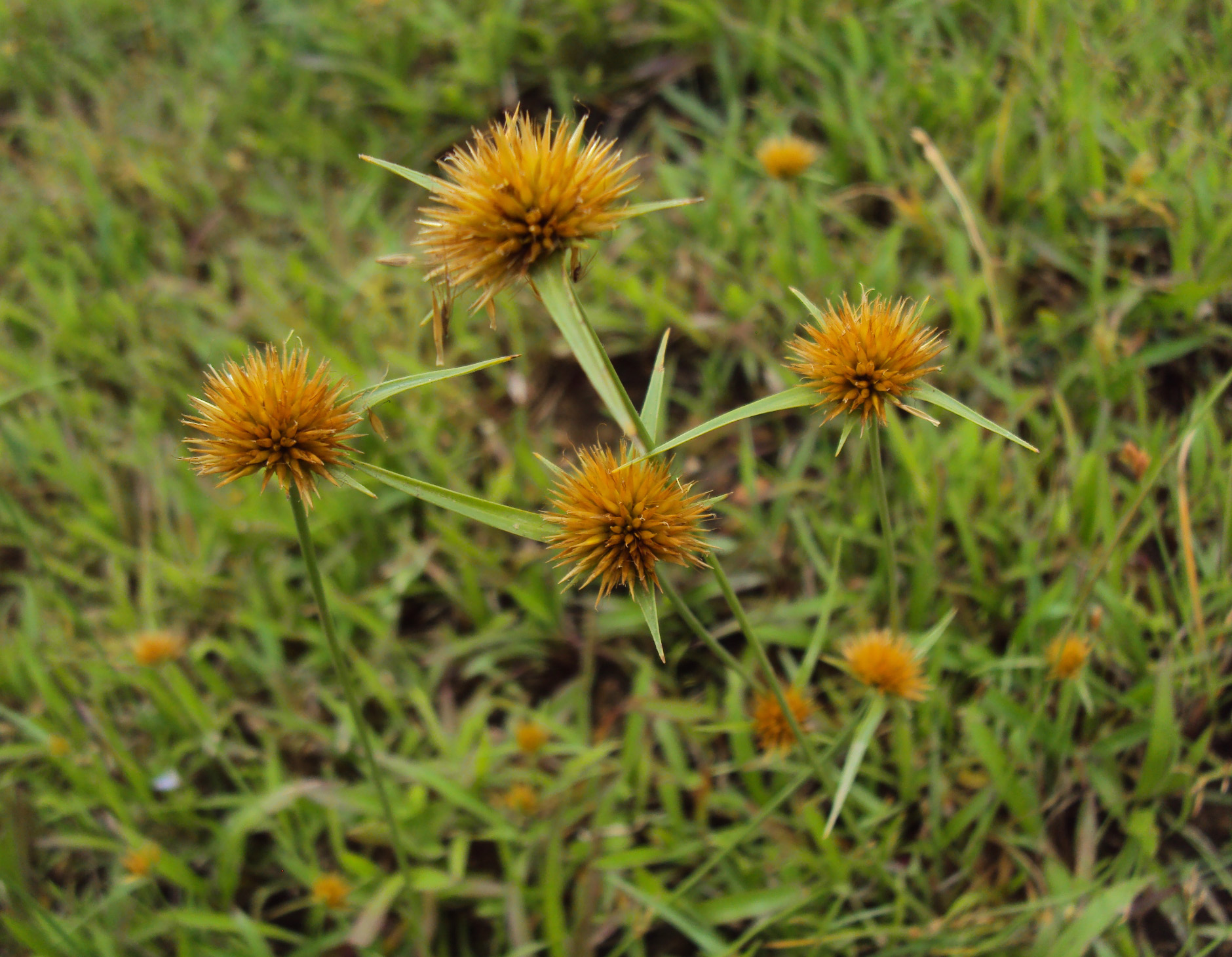
Rhynchospora wightiana

Rodzaj z rodziny ciborowatych (Cyperaceae) z rzędu wiechlinowców (Poales). W obrębie rodziny należy do plemienia Rhynchosporeae w obrębie podrodziny Cyperoideae.
Wykaz gatunków
- Rhynchospora aberrans C.B.Clarke
- Rhynchospora acanthoma A.C.Araújo & Longhi-Wagner
- Rhynchospora affinis W.Fitzg.
- Rhynchospora agostiniana T.Koyama
- Rhynchospora alba (L.) Vahl – przygiełka biała
- Rhynchospora albescens (Miq.) Kük.
- Rhynchospora albiceps Kunth
- Rhynchospora albida (Nees) Boeckeler
- Rhynchospora albobracteata A.C.Araújo
- Rhynchospora albomarginata Kük.
- Rhynchospora albotuberculata Kük.
- Rhynchospora almensis D.A.Simpson
- Rhynchospora amazonica Poepp. ex Kunth
- Rhynchospora andresii Gómez-Laur.
- Rhynchospora angolensis Turrill
- Rhynchospora angosturensis W.W.Thomas
- Rhynchospora angusta (Gale) Sorrie, LeBlond & Weakley
- Rhynchospora angustifolia Palla
- Rhynchospora angustipaniculata  M.T.Strong
- Rhynchospora arenicola Uittien
- Rhynchospora argentea Standl.
- Rhynchospora aripoensis Britton
- Rhynchospora aristata Boeckeler
- Rhynchospora armerioides J.Presl & C.Presl
- Rhynchospora asperula (Nees) Steud.
- Rhynchospora atlantica W.W.Thomas
- Rhynchospora austrobahiensis W.W.Thomas
- Rhynchospora ayangannensis M.T.Strong
- Rhynchospora bakhuisensis M.T.Strong
- Rhynchospora baldwinii A.Gray
- Rhynchospora barbata (Vahl) Kunth
- Rhynchospora barrosiana Guagl.
- Rhynchospora belizensis Naczi & Silva Filho
- Rhynchospora berteroi (Spreng.) C.B.Clarke
- Rhynchospora biflora Boeckeler
- Rhynchospora blepharophora (J.Presl & C.Presl) H.Pfeiff.
- Rhynchospora boeckeleriana Silva Filho & Boldrini
- Rhynchospora boivinii Boeckeler
- Rhynchospora bolivarana Steyerm.
- Rhynchospora boliviensis C.B.Clarke
- Rhynchospora boninensis Nakai ex Tuyama
- Rhynchospora brachychaeta C.Wright
- Rhynchospora bracteovillosa A.C.Araújo & W.W.Thomas
- Rhynchospora bradei (R.Gross) W.W.Thomas
- Rhynchospora brasiliensis Boeckeler
- Rhynchospora brevifoliata (Kük.) Greuter & R.Rankin
- Rhynchospora brevirostris Griseb.
- Rhynchospora breviuscula H.Pfeiff.
- Rhynchospora brittonii Gale
- Rhynchospora brownii Roem. & Schult.
- Rhynchospora brunnea Boeckeler
- Rhynchospora bucherorum León
- Rhynchospora cabecarae Gómez-Laur.
- Rhynchospora cacuminicola Gale
- Rhynchospora caduca Elliott
- Rhynchospora caduciglumis P.Weber & R.Trevis.
- Rhynchospora caesionux T.Koyama
- Rhynchospora cajennensis Boeckeler
- Rhynchospora calderana D.A.Simpson
- Rhynchospora californica Gale
- Rhynchospora candida (Nees) Boeckeler
- Rhynchospora capillacea Torr.
- Rhynchospora capillifolia Boeckeler
- Rhynchospora capitata (Kunth) Roem. & Schult.
- Rhynchospora capitellata (Michx.) Vahl
- Rhynchospora caracasana (Kunth) Boeckeler
- Rhynchospora careyana Fernald
- Rhynchospora cariciformis Nees
- Rhynchospora carrillensis Gómez-Laur.
- Rhynchospora castanea T.Koyama
- Rhynchospora catharinensis Barros
- Rhynchospora caucasica Palla
- Rhynchospora cephalantha A.Gray
- Rhynchospora cephalotes (L.) Vahl
- Rhynchospora cephalotoides Griseb.
- Rhynchospora cernua Griseb.
- Rhynchospora chalarocephala Fernald & Gale
- Rhynchospora chapadensis Silva Filho, W.W.Thomas & Boldrini
- Rhynchospora chapmanii M.A.Curtis
- Rhynchospora chimantensis W.W.Thomas
- Rhynchospora chinensis Nees & Meyen
- Rhynchospora ciliaris (Michx.) C.Mohr
- Rhynchospora ciliolata Boeckeler
- Rhynchospora colorata (L.) H.Pfeiff.
- Rhynchospora comata (Link) Schult.
- Rhynchospora compressa J.Carey ex Chapm.
- Rhynchospora conferta (Nees) Boeckeler
- Rhynchospora confinis (Nees) C.B.Clarke
- Rhynchospora confusa Ballard
- Rhynchospora consanguinea (Kunth) Boeckeler
- Rhynchospora contracta (Nees) J.Raynal
- Rhynchospora contraligularis W.W.Thomas
- Rhynchospora cordatachenia M.T.Strong
- Rhynchospora coriifolia Boeckeler
- Rhynchospora corniculata (Lam.) A.Gray
- Rhynchospora corymbosa (L.) Britton
- Rhynchospora crinigera Boeckeler
- Rhynchospora crinipes Gale
- Rhynchospora crispa Gale
- Rhynchospora croydonensis R.Booth
- Rhynchospora cubensis A.Rich.
- Rhynchospora curtissii Britton
- Rhynchospora curvula Griseb.
- Rhynchospora davidsei W.W.Thomas
- Rhynchospora debilis Gale
- Rhynchospora decurrens Chapm.
- Rhynchospora dentinux C.B.Clarke
- Rhynchospora depauperata Palla
- Rhynchospora depressa (Kük.) Gale
- Rhynchospora depressirostris M.T.Strong
- Rhynchospora diodon (Nees) Griseb.
- Rhynchospora dissitiflora Steud. ex Boeckeler
- Rhynchospora dissitispicula T.Koyama
- Rhynchospora distichophylla Boeckeler
- Rhynchospora divaricata (Ham.) M.T.Strong
- Rhynchospora divergens Chapm. ex M.A.Curtis
- Rhynchospora dives Standl.
- Rhynchospora domingensis Urb.
- Rhynchospora donselaarii M.T.Strong
- Rhynchospora duckei Gross
- Rhynchospora duidae Steyerm.
- Rhynchospora durangensis Kral & W.W.Thomas
- Rhynchospora ebracteata (Standl.) H.Pfeiff.
- Rhynchospora eburnea Kral & W.W.Thomas
- Rhynchospora edwalliana Boeckeler
- Rhynchospora elatior Kunth
- Rhynchospora elegantula Maury
- Rhynchospora elliottii A.Dietr.
- Rhynchospora emaciata (Nees) Boeckeler
- Rhynchospora enmanuelis Luceño & Rocha
- Rhynchospora eurycarpa A.C.Araújo & Longhi-Wagner
- Rhynchospora exaltata Kunth
- Rhynchospora exilis Boeckeler
- Rhynchospora eximia (Nees) Boeckeler
- Rhynchospora exserta C.B.Clarke
- Rhynchospora faberi C.B.Clarke
- Rhynchospora fallax Uittien
- Rhynchospora fascicularis (Michx.) Vahl
- Rhynchospora fauriei Franch.
- Rhynchospora fernaldii Gale
- Rhynchospora filifolia A.Gray
- Rhynchospora filiformis Vahl
- Rhynchospora floridensis (Britton ex Small) H.Pfeiff.
- Rhynchospora fluminensis L.B.Sm.
- Rhynchospora foliosa (Kunth) L.B.Sm.
- Rhynchospora fujiiana Makino
- Rhynchospora fusca (L.) W.T.Aiton – przygiełka brunatna
- Rhynchospora gageri Britton
- Rhynchospora galeana Naczi, W.M.Knapp & G.Moor
- Rhynchospora gaudichaudii (Brongn.) L.B.Sm.
- Rhynchospora gigantea Link
- Rhynchospora glaziovii Boeckeler
- Rhynchospora globosa (Kunth) Roem. & Schult.
- Rhynchospora globularis (Chapm.) Small
- Rhynchospora glomerata (L.) Vahl
- Rhynchospora gollmeri Boeckeler
- Rhynchospora gracilenta A.Gray
- Rhynchospora gracillima Thwaites
- Rhynchospora grandifolia Boeckeler
- Rhynchospora grayi Kunth
- Rhynchospora guaramacalensis M.T.Strong
- Rhynchospora ×hakkodensis Mochizuki
- Rhynchospora harleyi Silva Filho, W.W.Thomas & Boldrini
- Rhynchospora harperi Small
- Rhynchospora harveyi W.Boott
- Rhynchospora hassleri C.B.Clarke
- Rhynchospora hatschbachii T.Koyama
- Rhynchospora heterochaeta S.T.Blake
- Rhynchospora hieronymi Boeckeler
- Rhynchospora hildebrandtii Boeckeler
- Rhynchospora hirsuta (Vahl) Vahl
- Rhynchospora hirta (Nees) Boeckeler
- Rhynchospora hirticeps (Kük.) T.Koyama
- Rhynchospora hispidula Griseb.
- Rhynchospora holoschoenoides (Rich.) Herter
- Rhynchospora hookeri Boeckeler
- Rhynchospora iberae Guagl.
- Rhynchospora ierensis C.D.Adams
- Rhynchospora imeriensis (Kük.) W.W.Thomas
- Rhynchospora immensa Kük.
- Rhynchospora inexpansa (Michx.) Vahl
- Rhynchospora intermedia (Chapm.) Britton
- Rhynchospora intermixta C.Wright
- Rhynchospora inundata (Oakes) Fernald
- Rhynchospora jaliscensis McVaugh
- Rhynchospora jamaicensis Britton
- Rhynchospora joveroensis Britton
- Rhynchospora jubata Liebm.
- Rhynchospora junciformis (Kunth) Boeckeler
- Rhynchospora killipii Gross
- Rhynchospora knieskernii J.Carey
- Rhynchospora kunthii Nees ex Kunth
- Rhynchospora lapensis C.B.Clarke
- Rhynchospora latibracteata Guagl.
- Rhynchospora latifolia (Baldwin ex Elliott) W.W.Thomas
- Rhynchospora leae C.B.Clarke
- Rhynchospora legrandii Kük. ex Barros
- Rhynchospora leptocarpa (Chapm. ex Britton) Small
- Rhynchospora leptorhyncha C.Wright
- Rhynchospora leucoloma A.C.Araújo & Longhi-Wagner
- Rhynchospora leucostachys Boeckeler
- Rhynchospora lindeniana Griseb.
- Rhynchospora lindmanii H.Pfeiff.
- Rhynchospora locuples C.B.Clarke
- Rhynchospora loefgrenii Boeckeler
- Rhynchospora longa (Lindm.) H.Pfeiff.
- Rhynchospora longibracteata Boeckeler
- Rhynchospora longiflora C.Presl
- Rhynchospora longisetis R.Br.
- Rhynchospora luetzelburgiana Kük.
- Rhynchospora macra (C.B.Clarke ex Britton) Small
- Rhynchospora macrantha (Kunth) W.W.Thomas
- Rhynchospora macrochaeta Steud. ex Boeckeler
- Rhynchospora macrostachya Torr. ex A.Gray
- Rhynchospora maguireana T.Koyama
- Rhynchospora malasica C.B.Clarke
- Rhynchospora mandonii C.B.Clarke
- Rhynchospora marcelo-guerrae Luceño & M.Alves
- Rhynchospora marisculus Lindl. & Nees
- Rhynchospora marliniana Naczi, W.M.Knapp & W.W.Thomas
- Rhynchospora marquisensis F.Br.
- Rhynchospora mayarensis León
- Rhynchospora megalocarpa A.Gray
- Rhynchospora megaplumosa E.L.Bridges & Orzell
- Rhynchospora megapotamica (A.Spreng.) H.Pfeiff.
- Rhynchospora melanocarpa A.C.Araújo & W.W.Thomas
- Rhynchospora mendoncana Boeckeler
- Rhynchospora metralis C.B.Clarke
- Rhynchospora mexicana (Liebm.) Steud.
- Rhynchospora microcarpa Baldwin ex A.Gray
- Rhynchospora microcephala (Britton) Britton
- Rhynchospora miliacea (Lam.) A.Gray
- Rhynchospora mixta Britton
- Rhynchospora modesti-lucennoi Castrov.
- Rhynchospora mollis (Wall.) Schult.
- Rhynchospora montana (Uittien) H.Pfeiff.
- Rhynchospora nanuzae Rocha & Luceño
- Rhynchospora nardifolia (Kunth) Boeckeler
- Rhynchospora neesii Steud.
- Rhynchospora nervosa (Vahl) Boeckeler
- Rhynchospora nipensis Britton
- Rhynchospora nitens (Vahl) A.Gray
- Rhynchospora nivea Boeckeler
- Rhynchospora nuda Gale
- Rhynchospora odorata C.Wright ex Griseb.
- Rhynchospora oligantha A.Gray
- Rhynchospora orbignyana (Brongn.) L.B.Sm.
- Rhynchospora oreoboloidea Gómez-Laur.
- Rhynchospora organensis C.B.Clarke
- Rhynchospora pallida M.A.Curtis
- Rhynchospora panduranganii Viji, Shaju & Geetha Kum.
- Rhynchospora panicifolia Maury
- Rhynchospora papillosa W.W.Thomas
- Rhynchospora paraensis Schrad. ex Kunth
- Rhynchospora paramora Steyerm.
- Rhynchospora paranaensis A.C.Araújo & W.W.Thomas
- Rhynchospora patuligluma C.B.Clarke ex Lindm.
- Rhynchospora pearcei (C.B.Clarke) W.W.Thomas
- Rhynchospora pedersenii Guagl.
- Rhynchospora perplexa Britton
- Rhynchospora perrieri Cherm.
- Rhynchospora peruviana (C.B.Clarke) W.W.Thomas
- Rhynchospora pilosa Boeckeler
- Rhynchospora pilulifera Bertol.
- Rhynchospora pirrensis W.W.Thomas
- Rhynchospora planifolia (T.Koyama) W.W.Thomas
- Rhynchospora pleiantha (Kük.) Gale
- Rhynchospora plumosa Elliott
- Rhynchospora pluricarpa Pilg.
- Rhynchospora plusquamrobusta Luceño & M.Martins
- Rhynchospora polyantha Steud.
- Rhynchospora polyphylla (Vahl) Vahl
- Rhynchospora polystachys (Turrill) H.Pfeiff.
- Rhynchospora praecincta Maury ex Micheli
- Rhynchospora prenteloupiana Boeckeler
- Rhynchospora pruinosa Griseb.
- Rhynchospora pseudomacrostachy a Gerry Moore, Guagl. & Zartman
- Rhynchospora pterochaeta F.Muell.
- Rhynchospora pubera (Vahl) Boeckeler
- Rhynchospora pubisquama M.T.Strong
- Rhynchospora punctata Elliott
- Rhynchospora pura (Nees) Griseb.
- Rhynchospora racemosa C.Wright
- Rhynchospora radicans (Schltdl. & Cham.) H.Pfeiff.
- Rhynchospora rariflora (Michx.) Elliott
- Rhynchospora recognita (Gale) Kral
- Rhynchospora recurvata (Nees) Steud.
- Rhynchospora reitzii Silva Filho, W.W.Thomas & Boldrini
- Rhynchospora reptans (Rich.) Kük.
- Rhynchospora rheophytica W.W.Thomas & Silva Filho
- Rhynchospora ridleyi C.B.Clarke
- Rhynchospora riedeliana C.B.Clarke
- Rhynchospora rigidifolia (Gilly) T.Koyama
- Rhynchospora rionegrensis P.Weber & W.W.Thomas
- Rhynchospora riparia (Nees) Boeckeler
- Rhynchospora robusta (Kunth) Boeckeler
- Rhynchospora roraimae Kük.
- Rhynchospora rosae W.W.Thomas
- Rhynchospora rosemariana D.A.Simpson
- Rhynchospora rostrata Lindm.
- Rhynchospora rubra (Lour.) Makino
- Rhynchospora rudis C.B.Clarke
- Rhynchospora rugosa (Vahl) Gale
- Rhynchospora ruiziana Boeckeler
- Rhynchospora rupestris A.C.Araújo & W.W.Thomas
- Rhynchospora rupicola M.T.Strong
- Rhynchospora sampaioana Gross
- Rhynchospora sanariapensis Steyerm.
- Rhynchospora sartoriana Boeckeler
- Rhynchospora saxisavannicola M.T.Strong
- Rhynchospora scabrata Griseb.
- Rhynchospora schiedeana Kunth
- Rhynchospora schmidtii Kük.
- Rhynchospora schomburgkiana (Boeckeler) T.Koyama
- Rhynchospora scirpoides (Torr.) Griseb.
- Rhynchospora sclerioides Hook. & Arn.
- Rhynchospora scutellata Griseb.
- Rhynchospora seccoi C.S.Nunes, Silva Filho & A.Gil
- Rhynchospora sellowiana Steud.
- Rhynchospora semiinvolucrata J.Presl & C.Presl
- Rhynchospora serrana Silva Filho, W.W.Thomas & Boldrini
- Rhynchospora seslerioides Griseb.
- Rhynchospora setigera (Kunth) Griseb.
- Rhynchospora shaferi Britton
- Rhynchospora siguaneana Britton
- Rhynchospora simplex (Kük.) Kük.
- Rhynchospora smithii W.W.Thomas
- Rhynchospora sola Gale
- Rhynchospora solitaria R.M.Harper
- Rhynchospora sparsiflora (Kunth) L.B.Sm.
- Rhynchospora speciosa (Kunth) Boeckeler
- Rhynchospora splendens Lindm.
- Rhynchospora spruceana C.B.Clarke
- Rhynchospora squamulosa Kük.
- Rhynchospora stenocarpa Kunth
- Rhynchospora stenophylla Chapm.
- Rhynchospora steyermarkii T.Koyama
- Rhynchospora stolonifera (Nees) Boeckeler
- Rhynchospora stricta Boeckeler
- Rhynchospora subdicephala T.Koyama
- Rhynchospora subimberbis Griseb.
- Rhynchospora sublanata Lindeman & Donsel.
- Rhynchospora submarginata Kük.
- Rhynchospora subplumosa C.B.Clarke
- Rhynchospora subsetigera H.Pfeiff.
- Rhynchospora subsetosa C.B.Clarke
- Rhynchospora subtenuifolia Kük.
- Rhynchospora subtilis Boeckeler
- Rhynchospora talamancensis Gómez-Laur. & W.W.Thomas
- Rhynchospora tenella (Nees) Boeckeler
- Rhynchospora tenerrima Nees ex Spreng.
- Rhynchospora tenuiflora (Brongn.) L.B.Sm.
- Rhynchospora tenuifolia Griseb.
- Rhynchospora tenuis Link
- Rhynchospora tepuiana Steyerm.
- Rhynchospora terminalis (Nees) Steud.
- Rhynchospora testacea Boeckeler
- Rhynchospora thornei Kral
- Rhynchospora tomentosa Steyerm.
- Rhynchospora torresiana Britton & Standl.
- Rhynchospora torreyana A.Gray
- Rhynchospora tracyi Britton
- Rhynchospora trichochaeta C.B.Clarke
- Rhynchospora trichophora Nees
- Rhynchospora triflora Vahl
- Rhynchospora trispicata (Nees) Schrad. ex Steud.
- Rhynchospora tuerckheimii C.B.Clarke ex Kük.
- Rhynchospora umbraticola Poepp. & Kunth
- Rhynchospora unguinux C.S.Nunes & A.Gil
- Rhynchospora unisetosa T.Koyama
- Rhynchospora urbanii Boeckeler
- Rhynchospora velutina (Kunth) Boeckeler
- Rhynchospora vulcani Boeckeler
- Rhynchospora warmingii Boeckeler
- Rhynchospora waspamensis Kral & W.W.Thomas
- Rhynchospora watsonii (Britton) Davidse
- Rhynchospora widgrenii Boeckeler
- Rhynchospora wightiana (Nees) Steud.
- Rhynchospora wrightiana Boeckeler
- Rhynchospora zacualtipanensis M.T.Strong